# Chisos Mountains
Die Chisos Mountains sind ein Gebirgszug im Westen von Texas, im Gebiet des Big Bend im Brewster County. Es ist der einzige Gebirgszug, der sich in den USA vollständig innerhalb eines Nationalparks, dem Big-Bend-Nationalpark, befindet und ist auf dem amerikanischen Kontinent das südlichste Gebirge in den USA.
Die Herkunft des Namens ist unklar, und es gibt verschiedene Deutungsansätze: Nach dem spanischen Wort „hechizos“, was „Zauber“ bedeutet, oder nach dem kastilischen Wort „chischas“ = „Waffengeklirr“ oder nach einem Wort aus der Sprache der Apachen „chisos“ = Geist, da einer Sage nach der Apachen-Häuptling Alsate sich in dem Gebirge versteckt habe. Wahrscheinlich wurde das Gebirge nach dem in der Gegend lebenden Indianerstamm der Chizos benannt.
Das Gebirge wurde während des Känozoikums aufgefaltet, wobei auch Gesteinsformationen der Kreidezeit sich in oberen Bereichen des Gebirges finden.
Die höchste Erhebung des Gebirges ist der Emory Peak mit 2385 Metern über dem Meeresspiegel. Weitere Gipfel über 2000 Metern Höhe sind der Lost Mine Peak mit 2297, der Toll Mountain mit 2260 und der Casa Grande Peak mit 2233 Metern über dem Meeresspiegel.
Das Gebirge ist umgeben von der Chihuahua-Wüste. Die durchschnittlichen Höchsttemperaturen liegen von Mai bis August bei über 28 Grad Celsius, die Niederschlagsmenge im langjährigen Mittel (1943–2016) von Juni bis September bei über 55 mm pro Monat.

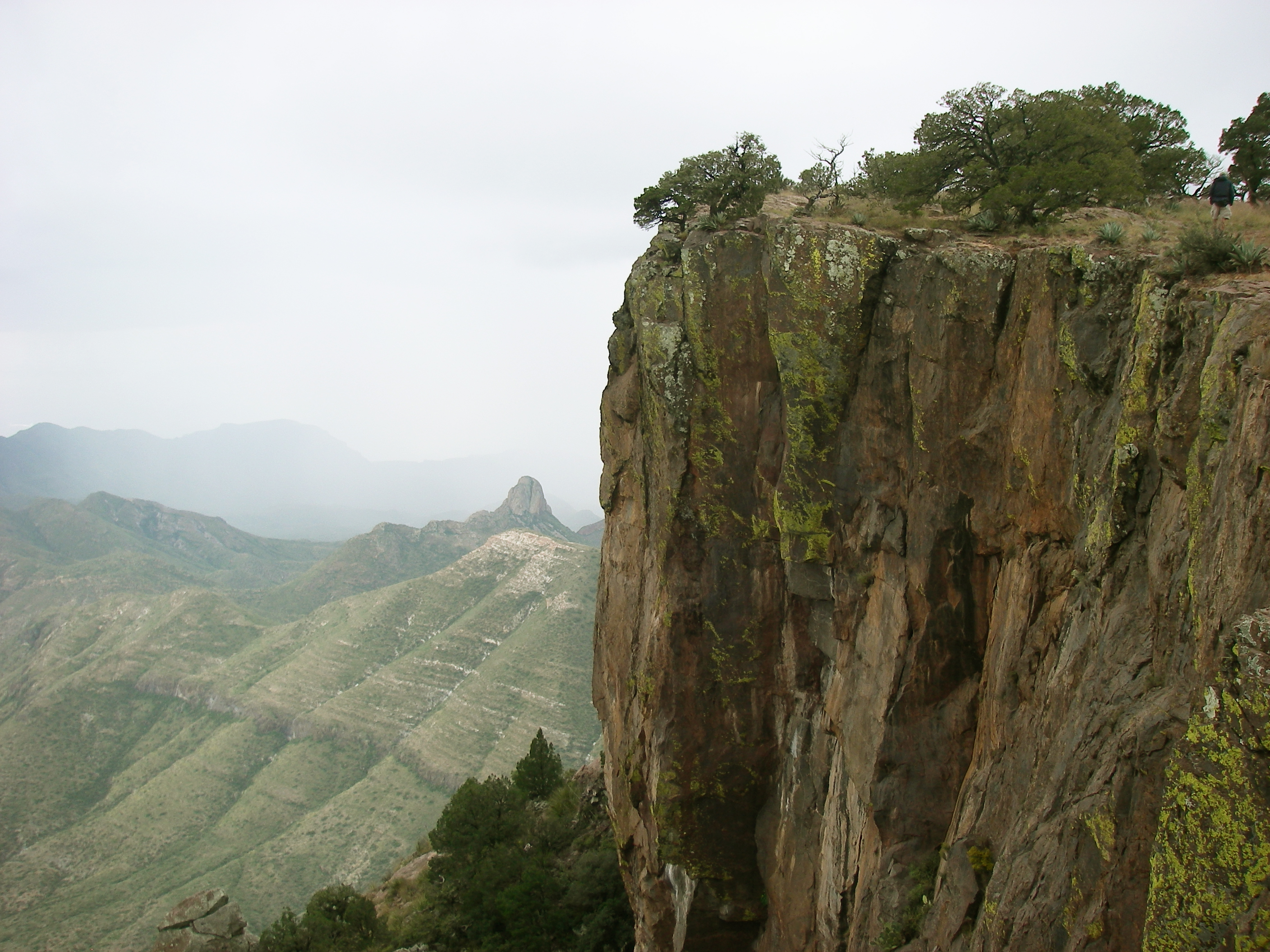
Die südlichen Abhänge der Chisos Mountains

Die Gebirgshänge sind nach der Überweidung des Gebietes bis in die 1930er Jahre zum Teil wieder bewaldet, hier finden sich vor allem Douglasien, amerikanische Zitterpappel, Arizona-Zypresse, Ahorne, Gelb-Kiefer und Erdbeerbäume.
Im 18. Jahrhundert siedelten Mescalero-Apachen in dem Gebirge, die von dort aus Raubzüge nach Nordmexiko unternahmen. Ende des 18. Jahrhunderts trieben mehrere Strafexpeditionen der Spanier die Mescalero bis zu den Guadalupe Mountains zurück. Seit Anfang des 19. Jahrhunderts wurden die Chisos Mountains Stützpunkt der Comanche auf ihren Raubzügen nach Nordmexiko. In der zweiten Hälfte des 19. Jahrhunderts begann die langsame Besiedlung des Gebietes durch weiße Händler und Viehzüchter. 1944 wurden die Chisos Mountains Teil des Big-Bend-Nationalparks.